# سارا حسین
سارا حسین (انگلیسی: Sara Hossain) وکیل اهل بنگلادش است.

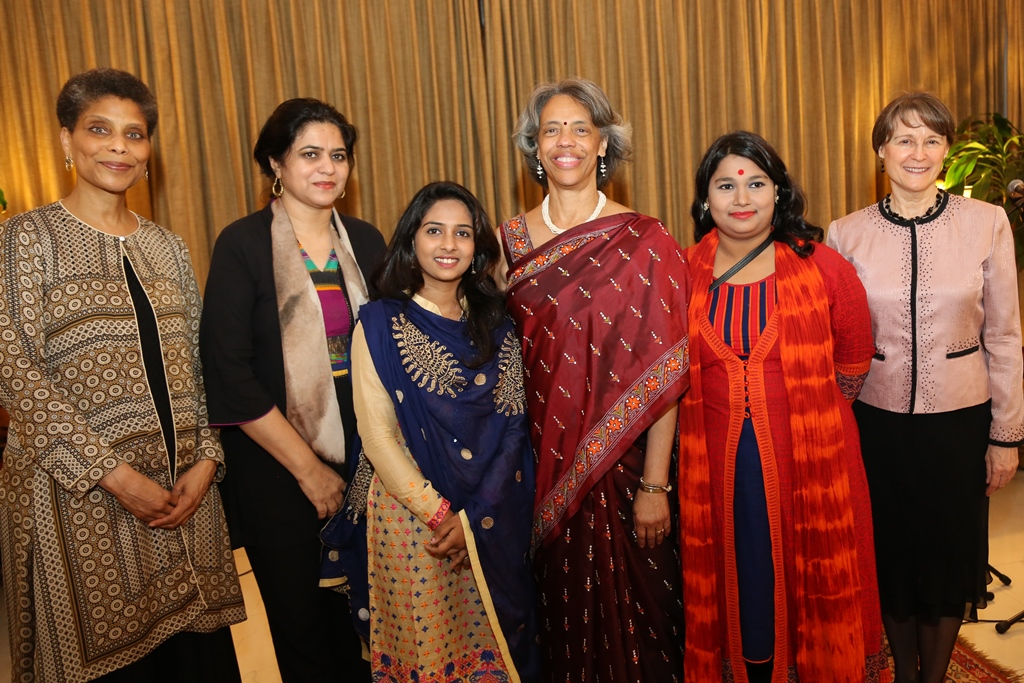
پذیرایی سفیر برنیکات برای تجلیل از برندگان بین‌المللی زنان شجاع بنگلادش

او به عنوان وکیل در دادگاه عالی بنگلادش و مدیر اجرایی افتخاری دفتر اعتماد و خدمات اعتباری بنگلادش (BLAST) کار می‌کند.
سارا نقش مهمی در تهیه پیش نویس قانون اول جامع بنگلادش در زمینه خشونت علیه زنان ایفا کرد که در سال ۲۰۱۰ به قانون تبدیل شد.
وی همچنین برندهٔ جوایزی همچون جایزه بین‌المللی زنان شجاع در سال ۲۰۱۶ شده است.

## سال‌های اولیه
سارا حسین در یک خانواده مسلمان بنگالی در باریسال صدار در باریسال زاده شد. ح پدر او، کمال حسین، سیاستمدار و نویسنده قانون اساسی بنگلادش است که از زمان تأسیس حزب سیاسی گانو فوروم در بنگلادش در سال ۱۹۹۲، رئیس آن بوده است.